# 瓊比維卡省

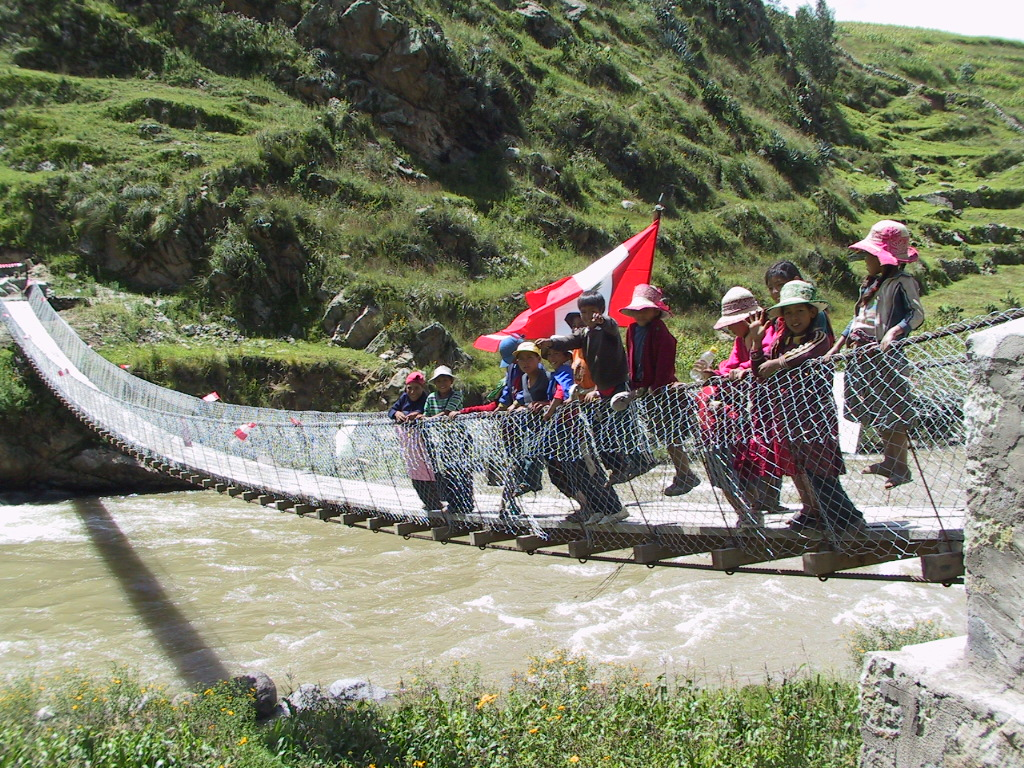

瓊比維卡省（西班牙語：Provincia de Chumbivilcas），是秘魯的省份，位於該國南部庫斯科大區，首府是聖托馬斯，處於安第斯山脈地區，始建於1825年6月21日，面積5,371平方公里，2005年人口77,721，人口密度每平方公里14人。